# Koloman I Asen
Koloman I Asen  (Kaliman, bułg. Калиман albo Коломан I Асен) – car bułgarski w latach 1241-1246. Syn Iwana Asena II.

## Życie
Koloman I Asen pochodził z bułgarskiej dynastii Asenowiczów. Był synem Iwana Asena II i Anny Marii węgierskiej, córki króla Węgier Andrzeja II. Otrzymał imię po swym wuju księciu węgierskim. Matka i najmłodszy brat zmarli w 1237 roku w czasie zarazy.
Koloman I Asen wstąpił na tron po śmierci ojca, w wieku 7 lat. Jesienią następnego 1242 roku lub najpóźniej w 1243 roku Bułgarię spustoszyła powracająca z Węgier armia tatarska Batu-chana. Zwycięscy Tatarzy zmusili władze tyrnowskie do oddawania Złotej Ordzie corocznej daniny.
Wokół młodziutkiego władcy doszło do walki stronnictw bojarskich o władzę. Grupa skupiona wokół carowej wdowy po Iwanie Asenie II, Ireny Komneny, córki cesarza Tesaloniki, zawiązała spisek przeciw Kolomanowi I. Irena otruła 12-letniego chłopca w 1246 i osadziła na tronie własnego syna Michała.